# Jan Orel
Jan Orel, též Johann Orel (17. prosince 1834 Studnice u Vyškova – 22. června 1894 Vídeň) byl obchodník, spolumajitel akciové společnosti pro průmysl a obchod se železným zbožím Moravia, čestným občanem obce Studnice, prezident Spolku obchodních cestujících Rakouska-Uherska (Verein reisender Kaufleute Oesterreich-Ungarns), prezident úvěrové společnosti pro průmysl a obchod ve Vídni „Wiener Creditgesellschaft für Industrie und Handel“, na jejímž založení se v Olomouci podílel. Byl vyznamenán Řádem Františka Josefa a španělským Řádem Isabely Katolické.

## Životopis
Johann Orel se narodil 17. prosince 1834 ve Studnici u Vyškova (Studnitz) rodičům Konstantinu Orlovi, tamnímu vesnickému učiteli, a Františce Orlové. Vedle Johanna měli ještě Mořice (Moriz) a Ferdinanda. Po dokončení základní školy nastoupil Johann u obchodníka se železářstvím Fischera ve Vyškově (Wischau), později byl v učení u obchodníků v Brně (Maar a Staffel) a krátce u obchodníka M. Kloba v Olomouci. Své schopnosti a ambice brzy uplatnil, když v roce 1857 nastoupil jako účetní (Rechnungsführer) a pokladní u obchodní železářské firmy I. C. Machánek a spol. v Olomouci.
Obchodník Ignaz Carl Machanek byl v té době již majitelem nově založené továrny na hřebíky v Hlubočku. Právě ve službách rodiny Machanků se Johann organizačně prosadil, obdržel u Machanků prokuru a během svých obchodních cest se seznámil se železářským obchodem po celé monarchii. Společně s Maxem Machankem se podílel na přeměně obou továren v Hlubočku a Mariánském Údolí na akciovou společnost. Brzy se stal obchodním ředitelem a později v roce 1869 také jejím společníkem.
Ve stejném roce se ujmul vídeňské pobočky „Moravie” a jako ředitel tohoto prodejního místa se přestěhoval do Vídně a V krátkém čase pochytil, jak se ve vídeňských obchodních kruzích uplatnit. Zastával celou řadu čestných obchodních pozic: v letech 1875-1877 zastával úřad čestného cenzora (kontrolora směnek) u banky Allgemeine Depositenbank, v letech 1882-1885 u banky Niederösterreichische Escompte-Gesellschaft, v letech 1879-1894 u banky Oesterreichisch-ungarische Bank. Opakovaně byl v letech 1879-1887 zvolen členem Vídeňské obchodní a živnostenské komory.
V roce 1858 se oženil a 4. července 1883 ve Vídni s manželkou oslavil stříbrnou svatbu. Zemřel ve Vídni ve svém domě (Währing, Sternwartestraße 38) na srdeční onemocnění, které bylo doprovázeno zápalem plic. Jeho skonání věnovaly nekrology všechny vídeňské listy. Kondolence přicházely nejen rodině zemřelého ale i rodině Machanek. Nad úmrtím vyjadřovaly upřímnou soustrast též spousty telegramů z Olomouce, odkud přicházely i smuteční věnce. Na obchodním domě na Dolním náměstí 48 v Olomouci, sídle firmy I. C. Machanek a spol., byla vyvěšena smuteční vlajka a v den posledního rozloučení 27. července 1894 zůstal obchod uzavřen, aby se personál mohl účastnit rozloučení ve Vídni v kostele sv. Vavřince (Pfarrkirche St. Lorenz, Währinger Pfarrkirche).
V době úmrtí Johanna Orla ještě žila jeho matka Fanny Orel a sourozenci Fanny (provdaná Beyer), Antonia, Moriz a Ferdinand. Bratr Moriz Orel (* 4. listopadu 1845 ve Studnici, † 3. května 1908 ve Vídni) provozoval nejprve v Olomouci obchod se smíšeným zbožím, od roku 1873 prodával se svou ženou Louise jako výhradní prodejce šicí stroje akciové společnosti Moravia a nakonec působil ve Vídni jako komerční rada a zástupce generálního ředitele Rakouské alpinské montánní společnosti. Od roku 1902 byl členem vídeňské zednářské lóže.
Johann Orel po sobě zanechal děti:
- Franz Orel,
- Julius Orel,
- Karl Orel,
- Louise Ermer (rozená Orel), manžel Rudolf Ermer,
- Friederike Föderl (rozená Orel), manžel Victor Föderl a
- Rosa Orel.[14]